# Грабеж
Грабежът по българското наказателно право е съставно престъпление, състоящо се от две деяния, които поотделно съставляват престъпления – принуда и кражба.
Грабежът е престъпление против личността и собствеността, тъй като засяга лични и имуществени права.
Изпълнителното деяние е отнемане на чужда движима вещ чрез употреба на сила или заплашване (чл.198, ал.1 от Наказателния кодекс). Под заплашване се разбира, застрашаване с такова непосредствено деяние, което излага на тежка опасност живота, здравето, честта или имота на заплашения или на друго някое присъстващо лице (чл.198, ал.2 НК). При това престъпление субектът е общ („който“):
| „                                   | Който отнеме чужда движима вещ от владението на другиго с намерение противозаконно да я присвои, като употреби за това сила или заплашване, се наказва за грабеж с лишаване от свобода от три до десет години. ... | “ |
| чл.198, ал.1 от Наказателния кодекс | |   |

Извършва се само при пряк умисъл.
Възможно е кражбата да прерасне в грабеж – ако извършителят на престъплението употреби сила или заплашване, за да запази владението върху откраднатата вещ. Грабеж има и когато за отнемане на вещта, лицето е било приведено в безсъзнание или поставено в беззащитно състояние.
Квалифицираните състави на грабежа се съдържат в чл.199 НК. Те са:
- 1. в големи размери;
- 2. извършен от две или повече лица, сговорили се предварително да вършат кражби или грабежи;
- 3. придружен с тежка или средна телесна повреда;
- 4. представлява опасен рецидив;
- 5. извършен от лице, което действа по поръчение или в изпълнение на решение на организирана престъпна група.

Още по-тежко наказуем е грабежът на вещи ако е:
- 1. придружен с тежка или средна телесна повреда, от които е последвала смърт;
- 2. придружен с убийство или с опит за убийство;
- 3. в особено големи размери, ако деецът е бил въоръжен.

Приготовлението към грабеж също е наказуемо.